# Koo
Koo foi um microblog indiano e um serviço de rede social, baseado em Bengaluru, na Índia. Em maio de 2021, estava avaliado em mais de 100 milhões de dólares. O site de microblogging foi cofundado pelos empresários Aprameya Radhakrishna e Mayank Bidawatka. Radhakrishna fundou o serviço de reserva de táxi online TaxiForSure, que foi posteriormente vendido para a Ola Cabs. Embora o aplicativo tenha sido lançado no início de 2020, sua participação e a subsequente vitória do Atmanirbhar App Innovation Challenge do governo.
Antes do Koo, sua holding — Bombinate Technologies Pvt Ltd — lançou e está operando o Vokal, um aplicativo de perguntas e respostas compatível com idiomas vernáculos indianos. De acordo com dados da Crunchbase, a empresa levantou financiamento da Série A em 2018 de um grupo de investidores, incluindo Blume Ventures, Kalaari Capital e Accel Partners India. Na última rodada de financiamento anunciada no início deste mês, a 3one4 Capital, ex-CFO da Infosys TV Mohandas Pai, também se juntou à lista dos que investem na Bombinate Technologies.

## História

### Crescimento inicial
De acordo com as estatísticas fornecidas pelo provedor de análise Sensor Tower, o Koo viu 26 laques (2,6 milhões) de instalações de lojas de aplicativos indianas em 2020, em comparação com 2,8 crores (28 milhões) de instalações observadas no Twitter. De 6 a 11 de fevereiro, as instalações do Koo aumentaram rapidamente. A popularidade do aplicativo aumentou após um impasse de uma semana entre o Twitter e o governo da Índia sobre a recusa do Twitter em bloquear contas que criticavam o partido governante do país durante o protesto dos agricultores indianos de 2020–2021. O governo exigiu que o Twitter bloqueasse as contas de centenas de ativistas, jornalistas e políticos, acusando-os de espalhar desinformação. O Twitter cumpriu a maioria das ordens, mas recusou algumas, alegando liberdade de expressão. Após esse impasse, muitos ministros de gabinete, como Piyush Goyal e vários funcionários do governo, mudaram-se para o Koo e pediram aos apoiadores que o seguissem. Isso levou a um aumento na base de usuários do Koo. Em abril de 2021, Ravi Shankar Prasad se tornou o primeiro ministro com 25 laques de seguidores no Koo.
A plataforma foi a alternativa preferida ao Twitter na Nigéria depois que o país proibiu indefinidamente o Twitter por excluir um tweet do presidente nigeriano Muhammadu Buhari. O tuíte ameaçava reprimir os separatistas regionais "no idioma que eles entendem". O Twitter alegou que a postagem violava as regras do Twitter, mas não deu mais detalhes. O Twitter foi oficialmente banido na Nigéria em 5 de junho de 2021. O governo da Nigéria criou sua conta oficial no Koo cinco dias depois, em 10 de junho.

### Financiamento
A partir de maio de 2021, os investidores do Koo incluem Accel Partners, Kalaari Capital, Blume Ventures, Dream Incubator, 3one4 Capital, Blume Ventures, IIFL e Mirae Asset. Em 26 de maio de 2021, o Koo levantou 30 milhões de dólares em financiamento da Série B, liderado pela Tiger Global. Depois de levantar 30 milhões de dólares da Tiger Global, a avaliação do Koo aumentou, atingindo mais de 100 milhões de dólares, acima dos 25 milhões de dólares em fevereiro. A Shunwei Capital vendeu toda a sua participação na Koo em março de 2021.

### Incidentes de segurança
Em fevereiro de 2021, um especialista em segurança cibernética mostrou uma violação de dados no aplicativo, mas a empresa rejeitou a reclamação.
No dia 19 de novembro de 2022, a conta de Felipe Neto foi invadida na plataforma. O aplicativo se desculpou por falhas, disse que dados de usuários estão seguros, e informou que trabalha para melhorias na plataforma. O próprio hacker informou sobre supostas "falhas de segurança" e pediu para que não o processasse, e que a plataforma era facilmente vulnerável a ataques. O influenciador afirmou que iria processar o hacker.

### Koo no Brasil
Alguns usuários nos escreveram dizendo o que Koo queria dizer em português. Ficamos preocupados inicialmente, mas depois pensamos que na verdade era uma boa coincidência, pois só ajudaria a espalhar a palavra mais rapidamente, pois mais pessoas falariam sobre isso, mesmo que fosse de uma forma engraçada. Nós até perguntamos [em enquete no Twitter] se deveríamos mudar o nome, mas a maioria das pessoas disse que não.

Aprameya Radhakrishna em entrevista à Extra em 2022.
Depois de crises envolvendo a aquisição do Twitter por Elon Musk, o Koo se tornou uma rede social atrativa para usuários brasileiros. Segundo um dos fundadores, Aprameya Radhakrishna, até o dia 16 de novembro, apenas dois mil usuários brasileiros utilizavam o Koo, o que colocava o Brasil na posição 75 da lista dos países com mais usuários únicos vitalícios. Apenas no dia 18, mais de um milhão de brasileiros se registraram na rede social, o que colocou o Brasil na segunda posição da lista. O Koo recebeu tantas inscrições e comentários que o site apresentou instabilidades. Personalidades como Felipe Neto, Casimiro, Bruno Gagliasso e Pocah criaram suas contas na rede social. No entanto, virou piada e se tornou meme no Brasil devido ao seu nome que tem a mesma pronúncia de "cu", termo vulgar para ânus. O Koo fez uma enquete no Twitter perguntando aos brasileiros se o nome da rede social deveria ser modificado, o que foi reprovado. "Koo" conquistou o Top 3 dos trending topics do Twitter no Brasil.

### Encerramento
Em 3 de julho de 2024, a equipe do Koo anunciou seu encerramento devido a dificuldades financeiras.

## Interface e recursos

### Logotipo
O logotipo do Koo é um pássaro amarelo, similar ao seu principal concorrente. O design do pássaro foi simplificado em 14 de maio de 2021.

### Experiência de usuário
A interface do Koo é semelhante à do Twitter, permitindo que os usuários categorizem suas postagens com hashtags e marquem outros usuários em menções ou respostas. Similarmente aos termos tweet/tuíte e retweet/retuitar, no Koo o ato de publicar é chamado koo, e compartilhar ou republicar um koo anterior, re-koo. O Koo usa uma interface amarela e branca.
Em 4 de maio de 2021, o Koo introduziu um novo recurso chamado "Falar para Digitar", que permite aos usuários criar uma postagem com o assistente de voz do aplicativo.
Koo marca as contas verificadas com um tique amarelo.

### Línguas suportadas
Koo foi lançado pela primeira vez em canarês e suporta hindi, inglês, tâmil, telugo, assamês, marati, bengali e guzerate. Em 20 de novembro de 2022, a plataforna lançou uma versão em português para a comunidade lusófona, em especial o Brasil.

## Recepção
Ao mesmo tempo que a rede social se tornou viral, há preocupações sobre sua moderação de conteúdo, pois grupos aliados do governo indiano e integrantes de extrema-direita já criaram seus perfis para atacar muçulmanos e outras etnias minoritárias no país.
- 2020 — Koo obteve a classificação 2 no 'Atmanirbhar Bharat App Innovation Challenge' do governo da Índia na categoria Social.[40]
- 2021 — Koo foi classificado entre os 3 principais produtos de mídia social na região APAC (Ásia–Pacífico) de acordo com o relatório Amplitude.[41]
- 2022 — O CEO do Koo, Aprameya Radhakrishnan, foi reconhecido como um dos 100 principais transformadores globais de tecnologia[42]